# Petroplus
Petroplus Holdings AG — швейцарская компания, являющаяся одним из крупнейших нефтепереработчиков в Европе с долей рынка в 4,5 %.

## История
Компания Petroplus International B.V. была основана в Нидерландах в 1993 году. Нефтепереработка была лишь одним из направлений деятельности компании. В 1998 году её акции были размещены на Амстердамской фондовой бирже. В 1997 году был куплен НПЗ в Антверпене, в 2000 году — 2 НПЗ в Швейцарии и Англии, затем ещё несколько НПЗ. В 2005 году компания была перерегистрирована в Швейцарии, в 2006 году листинг акций был перенесен на Швейцарскую фондовую биржу. В 2008 году компания стала соучредителем компании PBF Energy, через которую собиралась начать расширение деятельности в США. В 2010 году начались серьёзные финансовые проблемы, компания вышла из участия в PBF Energy и начала продавать заводы. 24 января 2012 года компания объявила о неплатежеспособности и дефолте по облигациям на сумму 1,75 млрд долларов.

## Деятельность

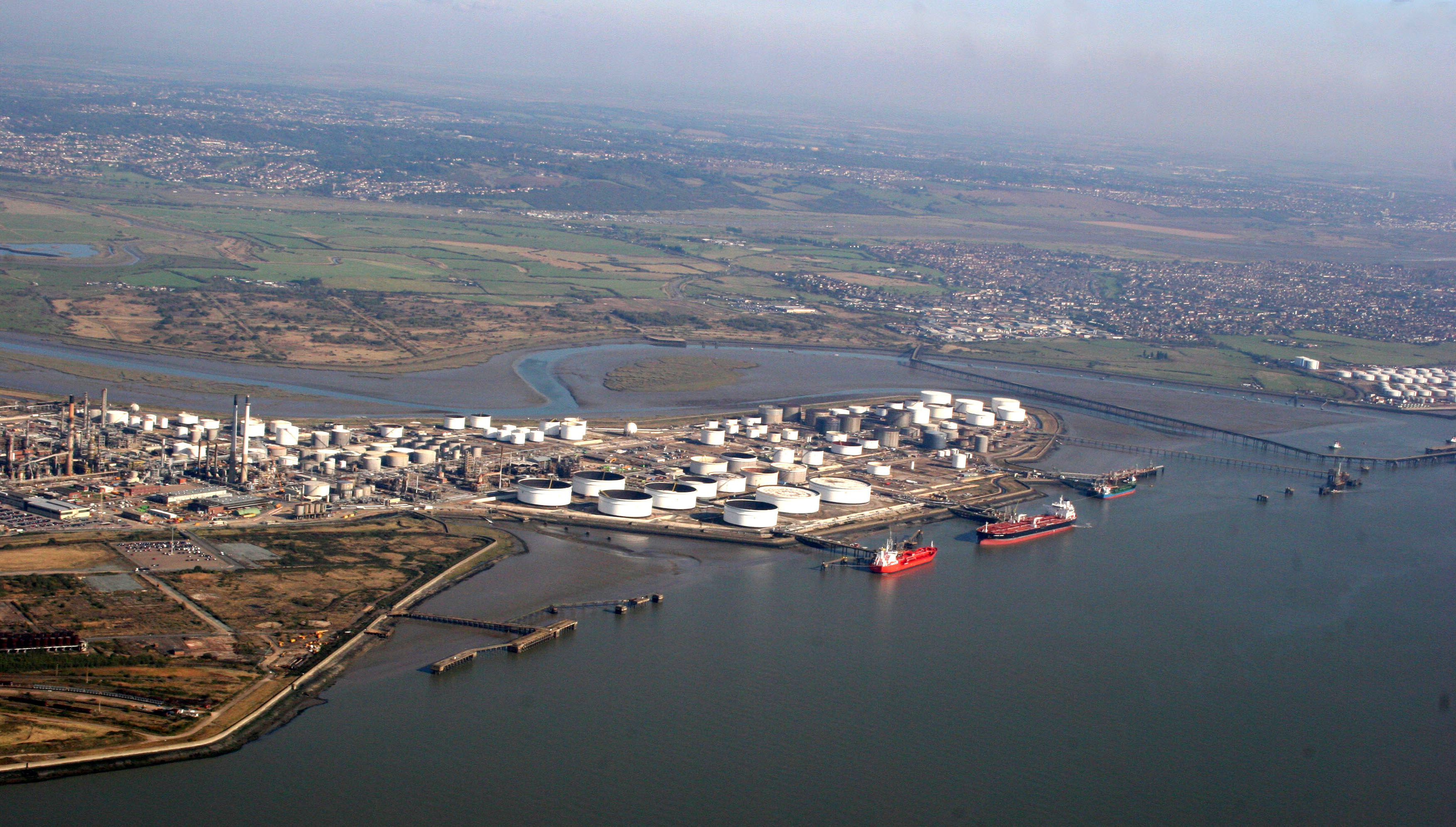
НПЗ компании в Великобритании

Компания владела 5 НПЗ: в Швейцарии, Германии, Великобритании, Бельгии, Франции. Их суммарная производительность превышала 33 млн тонн нефти в год.